# Ninja Gaiden
Ninja Gaiden, i Europa Shadow Warriors, är ett spel från 1988, utvecklat och publicerat av Tecmo. Spelaren styr ninjan Ryu Hayabusa på hans väg till och genom USA för att hämnas sin faders död, och senare också för att förhindra världens undergång. Spelet är ett sidscrollande actionspel med plattforms-bas, vilket innebär att spelaren kan styra karaktären både åt sidorna och uppåt.

## Spelsätt
Spelaren styr Ryu Hayabusa genom sex banor, så kallade Akter, som i sin tur är uppdelade i nivåer. Karaktärens liv görs synligt genom en livsmätare, som sjunker med en enhet för varje gång som Ryu blir träffad av en fiendes attacker. Ett liv är förbrukat när livsmätaren når ner till noll, när den erhållna tiden för att klara nivån tar slut, eller när spelaren ramlar ner ur den synliga delen av nivån. När en akt är avklarad möter spelaren den aktens boss. Bossen är mycket starkare och mer motstående mot Ryus attacker, och kräver mycket mer arbete och skicklighet att ta sig förbi än sina underhuggare spelaren mött tidigare under aktens nivåer.
Spelstilen är uppdelad i rörelser i olika riktningar, höger, vänster och uppåt.

## Mottagande
Angry Video Game Nerd recenserade spelet i ett avsnitt som han inte kunde klara ut och tog hjälp av en ninja.